# Iria
Iria es un nombre propio femenino cuyo origen es enigmático. Puede tener un origen griego derivado del nombre de la diosa Iris, que en la mitología griega es la mensajera de los dioses y la diosa del arco iris, "La de hermosos colores" y "Aquella que anuncia". Otra posibilidad es su derivación del euskera, viniendo de ili-iri: "ciudad".
Pero lo más creíble y aceptado es que tenga un origen celta. Su significado hace alusión a la "piedra" como origen de un pueblo o un asentamiento, podría traducirse por tanto como tierra laborable, tierra fértil. 
En Galicia es un nombre con mucha tradición.
Iria fue una ciudad de los caporos del conventus iuridicus Lucensis de la provincia Hispania Citerior Tarraconensis, situada en la vía de Bracara Augusta a Asturica Augusta por la costa. Bajo Vespasiano, a través del Edicto de Latinidad del año 74, se transformó en municipium, y tomó el nombre de Iria Flavia. Fue sede episcopal desde el Bajo Imperio y con suevos y visigodos, hasta que Alfonso II trasladó el obispado a Santiago de Compostela (entonces conocida como Compostela) con motivo del hallazgo del sepulcro de Santiago el Mayor, apóstol. Cuando el nombre de Padrón se hizo más popular, Y
Iria se convirtió en un simple caserío. En la actualidad se tiende a recuperar su nombre de Y
Iria Flavia. Según la tradición, en Iria Flavia predicó por primera vez el Apóstol Santiago durante su estancia en España. Aquí trajeron su cuerpo y su cabeza poco tiempo después, sus discípulos Teodoro y Atanasio desde Jerusalén y en una barca de piedra. Se cuenta que amarraron la barca a un pedrón, y de ahí el topónimo actual de Padrón. Los dos discípulos (después de enterrar el cuerpo del apóstol) se quedaron a predicar en Iria Flavia.
Según la tradición nórdica, Iria fue una guerrera celta.
Para los brasileños Iria es "Yara" y significa Madre de Las Aguas y su origen proviene de los indígenas de estas tierras. 
En el santoral portugués aparece una Santa Iria cuya onomástica se celebra el 20 de octubre; aunque en este caso concreto se pronuncia "Iría" (que por las reglas de acentuación portuguesa no lleva tilde), y además se trata de un equivalente local del nombre de Irene (Santa Irene de Portugal, mártir visigoda, que dio nombre a la ciudad portuguesa de Santarém), por lo que no es posible que tenga relación etimológica con localidad gallega.

## Localidades
- Iria Flavia, Galicia
- Santa Iria de Azóia, una freguesia portuguesa del municipio de Loures, cuya patrona es la santa portuguesa mencionada
- Santa Iria da Ribeira de Santarém, una freguesia portuguesa del municipio de Santarém, cuyo nombre tiene vínculo directo con la leyenda de dicha santa
- Cova da Iria, en la freguesia de Fátima, en donde tres pequeños pastores tuvieron las apariciones de la Virgen María en 1917

- Datos: Q5920232
- Multimedia: Iria (given name) / Q5920232